# Amir Ali Azarpira
Amir Ali Azarpira (n. 26 martie 2002, Teheran, Iran) este un luptător ce a reprezentat Iran, medaliat olimpic. A participat la o ediție a Jocurilor Olimpice (2024) în care a câștigat 1 medalie de bronz.